# Kostrzyn nad Odrą
Pour les articles homonymes, voir Kostrzyn (homonymie).
Kostrzyn nad Odrą (prononciation : [ˈkɔstʃɨn nad ˈɔdrõ], en français : Custrin ; en allemand : Küstrin) est une ville du powiat de Gorzów dans la voïvodie de Lubusz, dans l'Ouest de la Pologne.
Place forte stratégique surplombant la confluence de l'Oder et de la Warta, la ville fut pendant des siècles le chef-lieu de la Nouvelle-Marche (de Brandebourg) et, à ce titre, une garnison prussienne importante y était stationnée. Bâtie 80 km à l'est de Berlin et 165 km à l'ouest de Posen et occupée militairement par les Français de 1806 à 1814, elle a depuis 1945 été divisée entre l'Allemagne et la Pologne, la plupart des anciens quartiers étant annexés à la Pologne pour former la ville de « Kostrzyn nad Odrą » (Kostrzyn sur l'Oder), mais le faubourg occidental de « Kietz » dépend désormais de la commune de Küstriner Vorland, dans le Land allemand de Brandebourg.
La forteresse de Custrin est surtout connue par l'exécution du jeune Hans Hermann von Katte, ami de jeunesse de Frédéric II, ordonnée par le Roi-Sergent, et le prince héritier Frédéric y était enfermé.

## Géographie

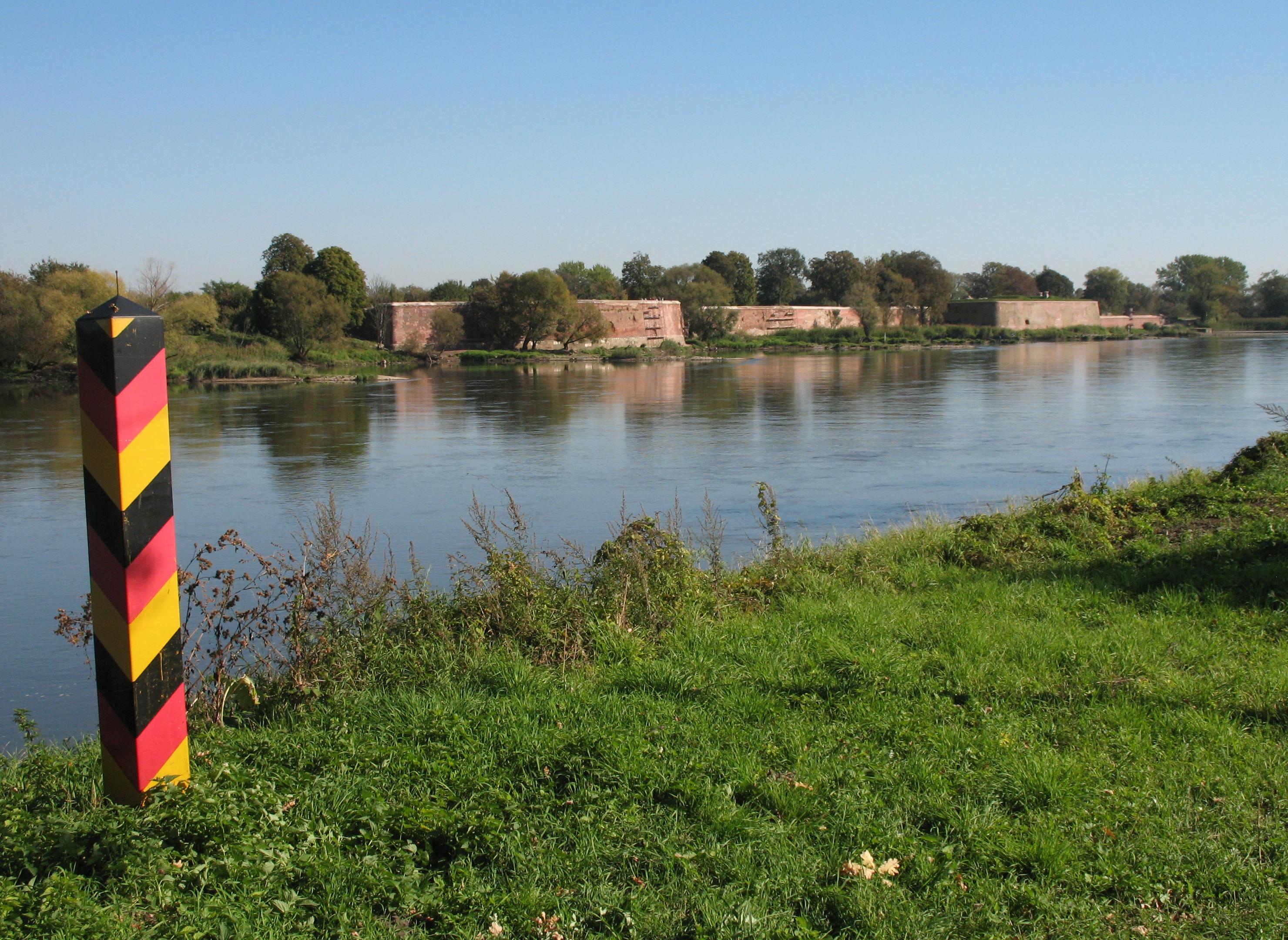
Vue sur la forteresse depuis la rive occidentale.

En 1945, quand la frontière le long de la ligne Oder-Neisse est déterminée lors de la conférence de Potsdam, la zone urbaine s'étend sur les deux rives de l'Oder moyen. Le quartier de la Vieille-Ville, avec la forteresse de Custrin, se trouve sur la côte orientale, dans une presqu'île à la confluence de l'Oder et de la Warta.
À la suite de la Seconde Guerre mondiale, le centre historique est un champ de ruines ; certains bâtiments, comme la porte de Berlin, n’y ont été restaurés que récemment. L'ancien faubourg de Küstrin-Kietz se trouve à l'ouest ; tandis que le nouveau centre de la ville polonaise de Kostrzyn est situé à l'est, autour de la gare de l'ancienne ligne de Prusse-Orientale. Le passage frontalier entre Küstrin-Kietz et la vieille ville est le point final de la Bundesstraße 1, route nationale qui traverse l’Allemagne d’ouest en est, en commençant à la frontière néerlandaise près d'Aix-la-Chapelle.

## Histoire
Le site de Custrin a été occupé depuis le IIe siècle av. J.-C. par des tribus germaniques puis, à l'issue des grandes invasions, par des Slaves occidentaux. Au Xe siècle, il est rattaché à la Poméranie, fief qui résiste longtemps aux multiples assauts des armées polonaises du duc Mieszko Ier et son fils Boleslas le Vaillant, avant de tomber au XIIe siècle.
En 1232, Ladislas Odonic, le duc de Grande-Pologne de la dynastie Piast, octroie aux templiers la forteresse (grad) de Custrin. Puis en 1249, Custrin est érigée en châtellenie de Pologne et en 1261, tandis que les margraves Jean Ier et Othon III de Brandebourg, de la maison d'Ascanie, l'annexent avec le pays voisin de Lebus à la Nouvelle Marche, on la trouve évoquée comme « ville ».

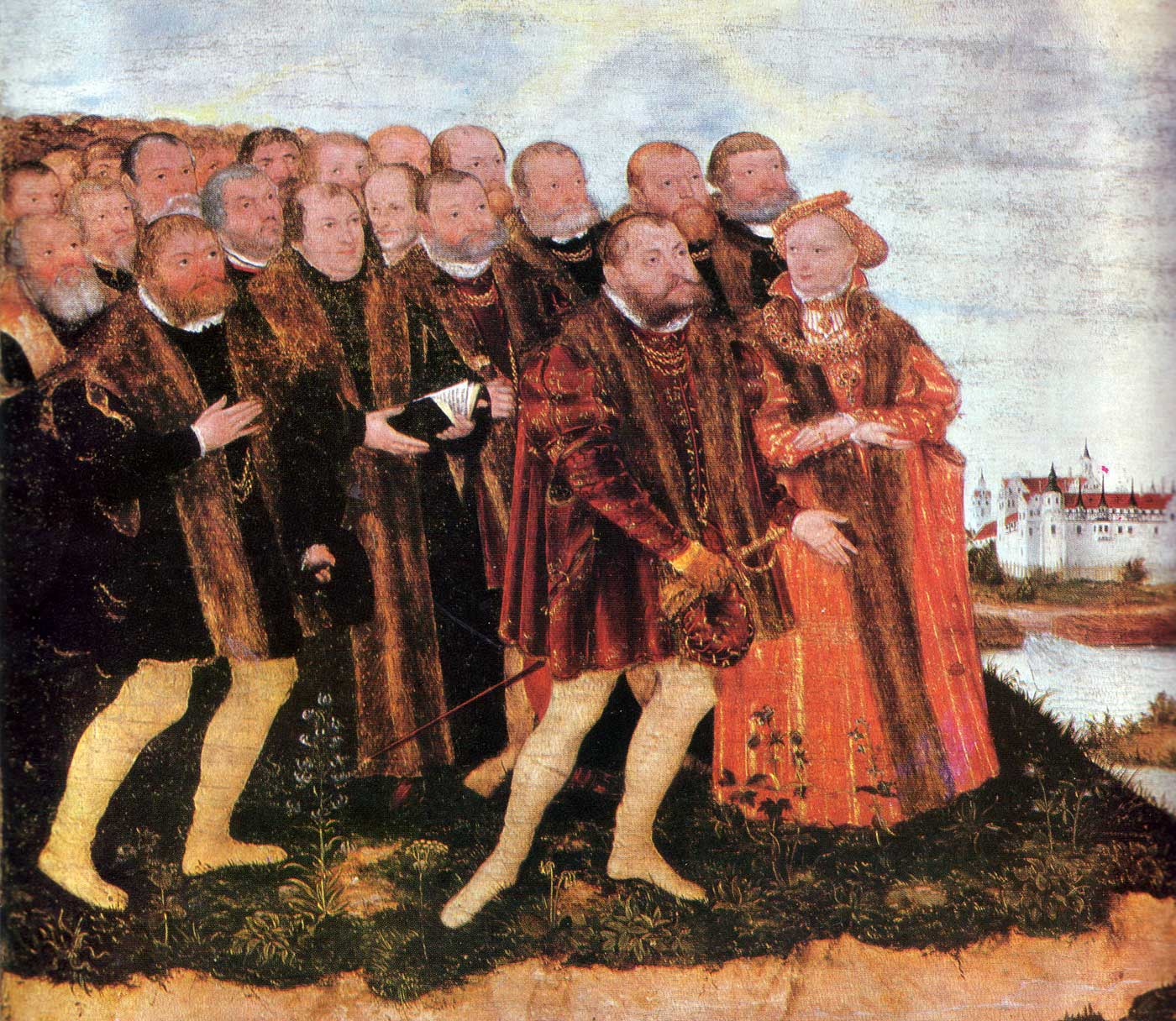
Jean Ier de Brandebourg-Küstrin, détail de Le Baptême de Jésus de Lucas Cranach le Jeune (1556).

Vers 1300, le margrave Albert III Achille de Brandebourg octroie à Custrin les droits de Magdebourg. Le blason de la ville, portant un poisson et le demi-vol de l'aigle brandebourgeois apparaît dès 1364, d'abord sur le sceau de la municipalité. En 1535, le margrave Jean élit Custrin comme résidence de sa principauté de Brandebourg-Custrin : il fait édifier le château et fait enceindre la ville de remparts. De ce temps jusqu'en 1945, la ville abritera désormais une garnison (successivement brandebourgeoise, prussienne, allemande), avec juste un intermède sous l'occupation française entre 1806 et 1814. De 1815 à 1945, Neudamm fait partie de l'arrondissement de Custrin puis à partir de 1836 de l'arrondissement de Königsberg-en-Nouvelle-Marche (de) dans le district de Francfort au sein de la province de Brandebourg.
Custrin connut une expansion économique rapide à partir de 1857, date à laquelle elle fut reliée au reste de la Prusse par la ligne de chemin de fer de la ligne de Prusse-Orientale (Preußische Ostbahn), qui franchissait l'Oder à l'ouest de la citadelle. La ville s'étendit à l'est de la forteresse du centre historique (Altstadt) pour former le quartier de Neustadt, malgré les enclaves imposées par l'interconnexion des différentes voies de circulation, tant routières que ferroviaires ou fluviales, comme l'importante Reichsstrasse R 1 (Aix-la-Chapelle - Berlin - Custrin - Koenigsberg) ; aujourd'hui devenue la Bundesstraße 1, cette route se termine après Küstrin-Kietz à la frontière germano-polonaise.
La plupart des fortifications furent démantelées à l'issue de la Première Guerre mondiale. Mais en 1933, dans le cadre du réarmement du Reich allemand, plusieurs édifices militaires furent reconstruits à neuf. Les Nazis firent en outre construire dans le quartier de Kietz une usine de nitrocellulose. Si, en 1939, Custrin comptait 24 000 habitants, la ville fut au cours de la Seconde Guerre mondiale le siège d'âpres combats entre la Wehrmacht et l'Armée rouge, qui la détruisirent à 90 %.
Après la défaite nazie, les régions situées à l'est de l'Oder (dont Custrin) furent dans un premier temps sous occupation soviétique. Au terme de la Conférence de Potsdam, les quartiers de Custrin situés à l'est de l'Oder furent attribués à la Pologne pour former la ville de Kostrzyn nad Odrą. Tandis que la population allemande était déplacée de force vers l'ouest, les anciens quartiers accueillirent des familles polonaises. La citadelle de l' Altstadt fut définitivement rasée, et le quartier de Neustadt entièrement reconstruit.

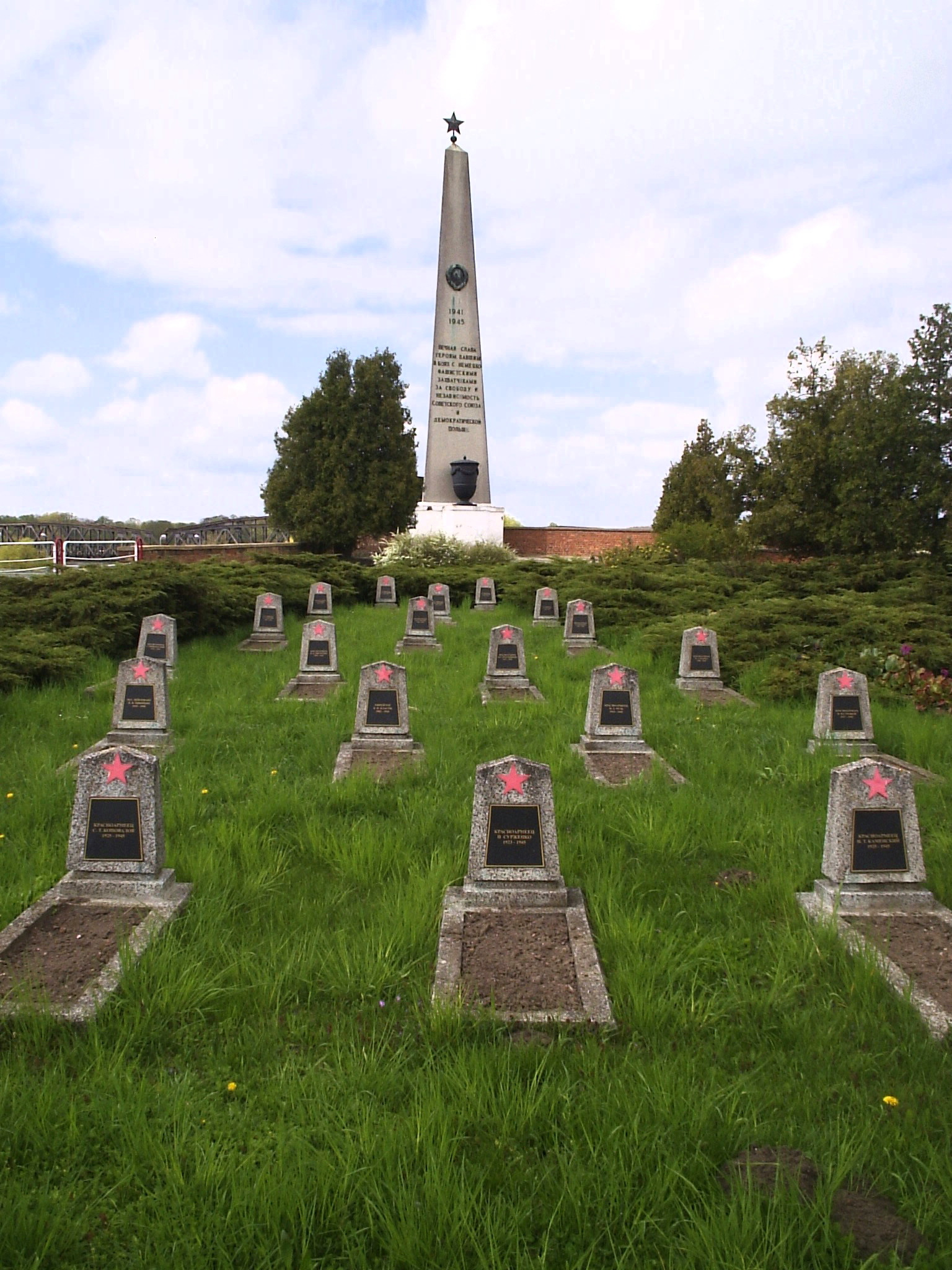
Mémorial soviétique de Lew Kerbel et cimetière soviétique sur le bastion « König ».

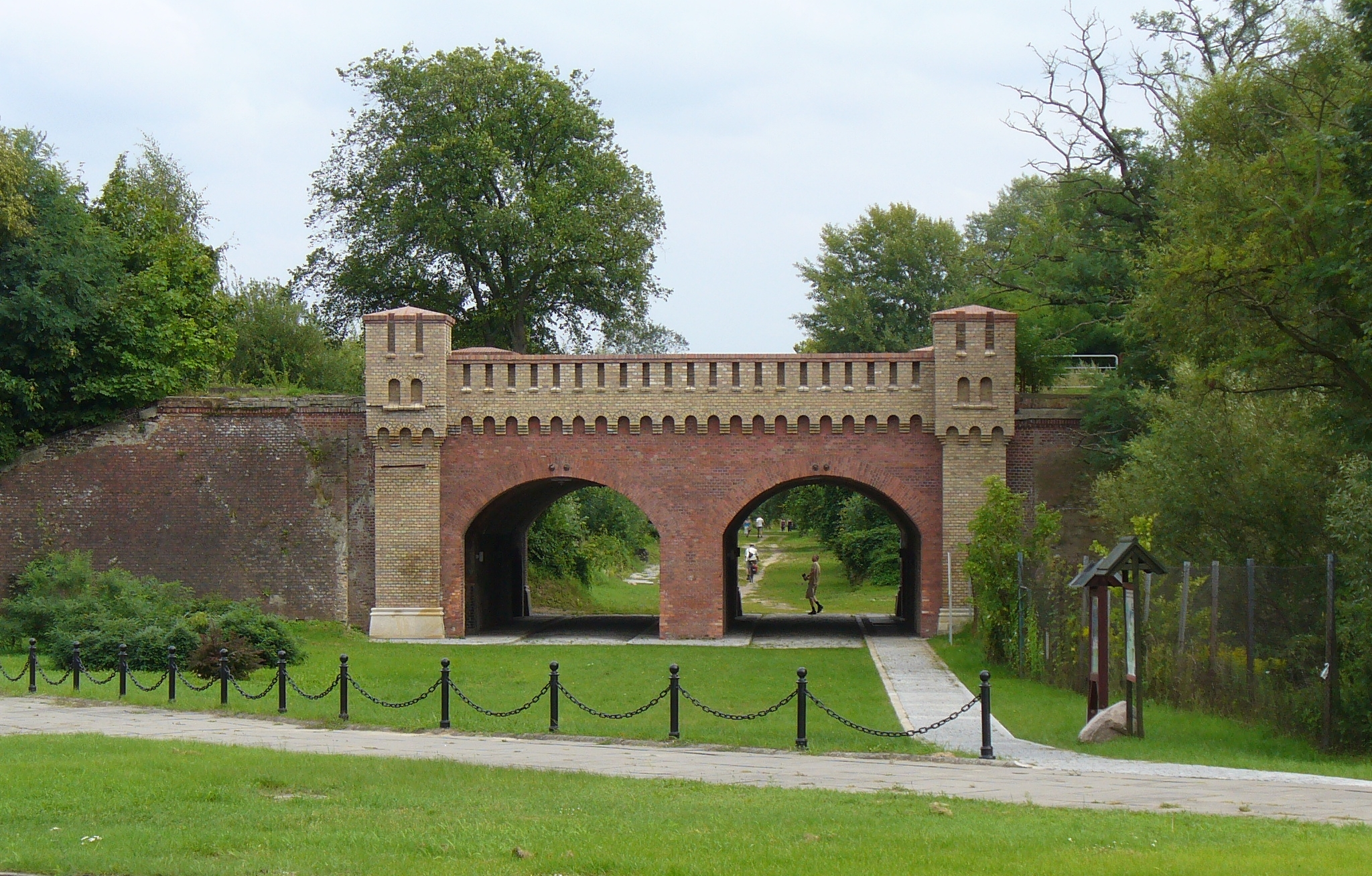
Porte de Berlin.

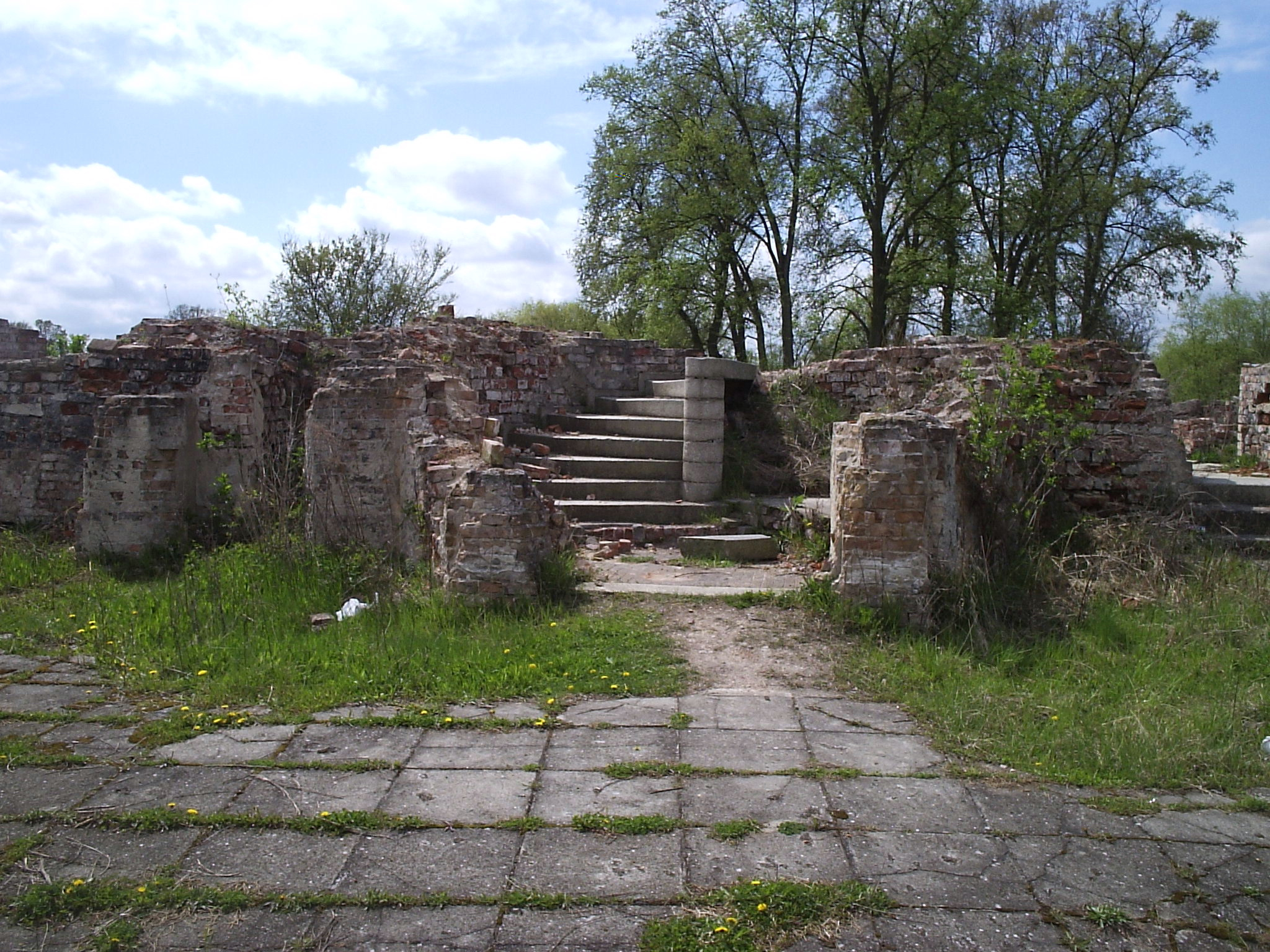
Ruines du château.

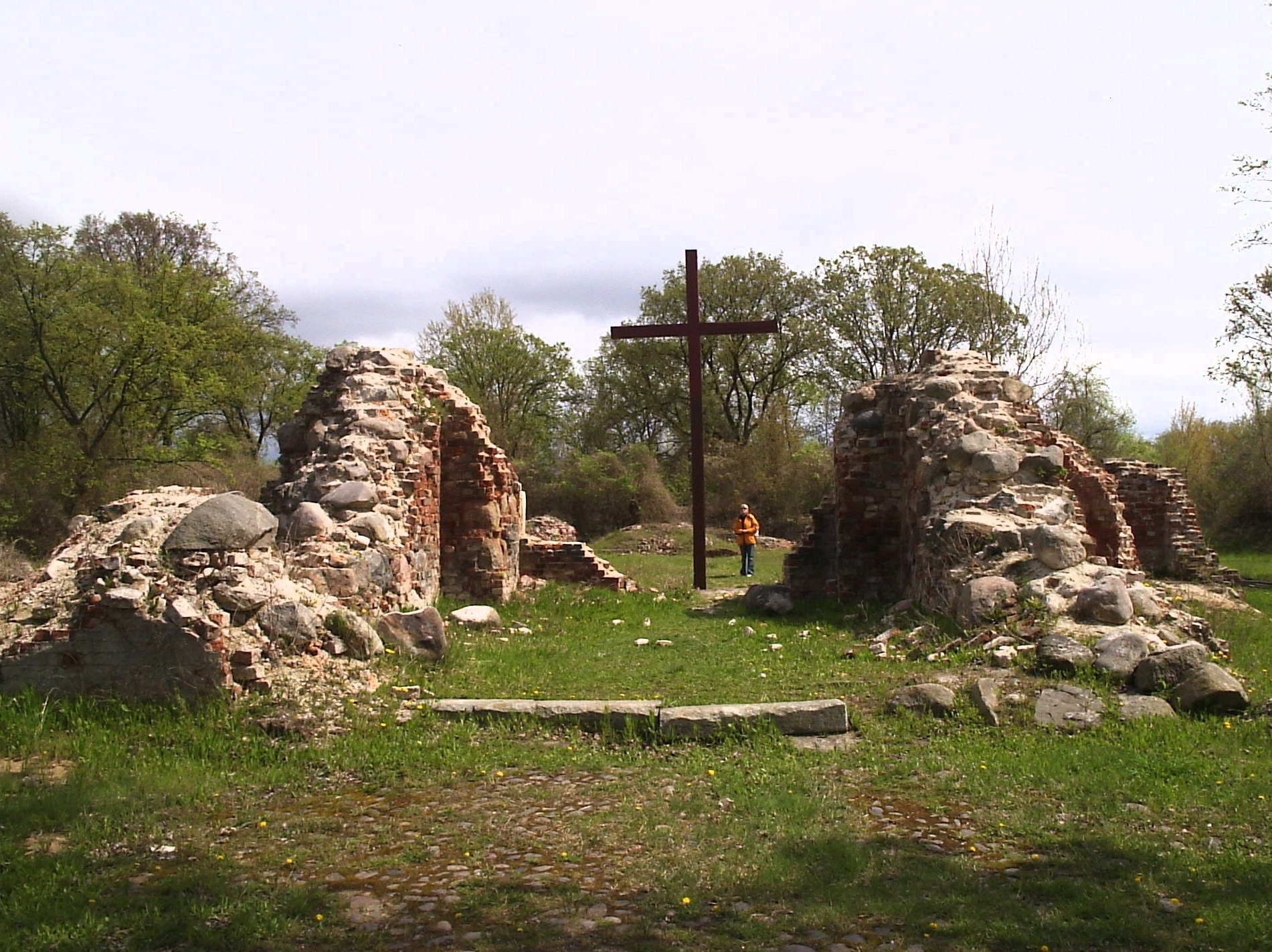
Ruines de la cathédrale Sainte-Marie.

## Jumelages
- Küstrin-Kietz (Allemagne)
- Peitz (Allemagne)
- Sambir (Ukraine)
- Seelow (Allemagne)
- Spandau (Allemagne)
- Tomelilla (Suède)
- Woudrichem (Pays-Bas)

## Personnalités
- Johannes Fleck (1559-1628), pasteur luthérien, y est mort
- Gaspard de Barth (1587-1658), philologue et érudit brandebourgeois
- Johann Fromhold (de) (1601-1653), politicien, diplomate
- Christian Albrecht von Dohna (1621-1677), général prussien
- Wilhelm von Brandt (1644-1701), officier prussien
- Karl von Diringshofen (1817-1890), général prussien
- Alfred von Tirpitz (1849-1930), amiral prussien
- Bruno Ernst Buchrucker (1878-1966), officier de la Reichswehr, auteur du Putsch de Custrin en 1923
- Fedor von Bock (1880-1945), maréchal de la Wehrmacht
- Dariusz Dudka, joueur de football polonais
- Lukasz Fabianski (né en 1985), gardien de but polonais

## Sources
- Küstrin. Stadtgeschichte und Stadtverkehr, Verlag GVE Berlin, 2006,  (ISBN 3-89218-091-1)